# Kultura Maadí
Kultura Maadí je kultura, která se rozvinula v severní části starověkého Egypta v období 4000 – 3 200 př. n. l. Nazvána je podle naleziště Maadí, které se nachází na předměstí dnešní Káhiry. Mezi další naleziště patří el-Gerza, Hazar, Abúsír el-Melek, Minšat abú-Omar. Z nálezů je patrné, že tato oblast byla křižovatkou kultur ze Západní pouště, Palestiny a kultury Nakáda I. z jihu. Po roce 3 200 př. n. l. byla tato kultura postupně nahrazena kulturou Nakáda.

## Původ kultury Maadí
Kultura Maadí navazovala na Merimdskou kulturu, Fajjúmskou kulturu (fajjúmien) a kulturu el-Omari. Ovlivněna byla též kulturami Předního východu a později kulturou Nakáda.

## Hroby
Do dnešní doby se zachovaly spíše pozůstatky sídlišť než hrobů. Z nálezů lze odvodit, že společenství nebylo hierarchicky rozvrstvené. Zemřelí byli pohřbíváni v oválných jamách ve skrčené poloze, obaleni rohoží nebo látkou. Na rozdíl od kultury Nakáda, kde byla výbava bohatší, zde byly do hrobu přidávány pouze jedna nebo dvě nádoby.
Při podrobnějším průzkumu, můžeme sledovat postupný vznik sociálních vrstev. Některé hroby jsou lépe vybavené než jiné, ale tento rozdíl není tak nápadný, jako u kultury Nakáda.

## Sídliště
Zachovaly se zbytky tří typů obydlí. Prvním bylo obydlí tesané ve skále s oválným půdorysem s rozměry 3x5 m a hloubkou až 3 m. Vstup byl vyhloubeným průchodem. Podobné osady se nacházely v jižní Palestině.
Druhým typem byl oválný dům ze stěn ze sušených cihel s venkovním ohništěm a částečně zapuštěnými stavbami pro zásoby. Třetím typem byl pravoúhlý dům se stěn vyrobených pravděpodobně z rostlinných materiálů, protože se po nich zachovaly pouze otisky. Druhý a třetí typ obydlí byl používán v této době i jinde v Egyptě.

### Keramika
Nálezy z nejstarší doby naznačují souvislost se saharskou neolitickou kulturou, kde keramika byla zdobena otisky šňůr nebo pokryty čarami vytvářenými hřebenem. Během období kultury Maadí však keramika nebyla téměř zdobena, pouze na některých byly po vypálení vyryty značky. Měla kulovitý tvar s širokým, plochým dnem, úzkým hrdlem a nálevkovitě rozšířeným okrajem.
Nalezeny byly též nádoby dovezené – s červeným povrchem a s černým okrajem, z oblasti Nakády I. a keramika na nožce vyrobená z vápenité hlíny používaná k dovozu oleje, vína a pryskyřice z Palestiny.

### Další výrobky
Na výrobu mnoha výrobků (jehel, harpun, holí, sekerek, lopatek) se používalo mědi, stejně jako v té době v oblasti Palestiny. Při vykopávkách byly nalezeny hřebeny a břidlicové kosmetické palety z Horního Egypta. Ty byly považovány za luxusní zboží a pro běžnou potřebu se používaly palety z vápence. Válečné palice měly diskovitý tvar, který se používal též v Horním Egyptě v období Nakády I a Nakády II (4000 - 3200 př. n. l.).

## Hospodářství
Kultura Maadí byla kulturou usedlých pastevců a zemědělců. Chovala se prasata, skot, kozy, ovce, osli, psi. Pěstoval se ječmen, pšenice, hrách, čočka.